# Mateo de Vendôme
Mathieu de Vendôme en francés original, latinizado Matthaeus Vindocinensis (Vendôme, 1100-íd. 1185), poeta, dramaturgo y retórico francés en latín, que no hay que confundir con su contemporáneo y homónimo Mateo de Vendôme, abad de Saint-Denis, regente de Francia y secretario de Estado de Felipe III, que murió en 1286, más de un siglo después que el poeta. 

## Biografía
Fue educado en Tours, en la escuela del poeta y filósofo Bernardo Silvestre, un platónico de la Escuela de Chartres, y continuó estudios en Orleáns, en tiempos de Hugo el Primado. Allí enseñó gramática y compuso una famosa Ars versificatoria y Summula nuncia metri para una de las escuelas que inició la composición de Artes poetriae semejantes por parte de Gervasio de Melkey, Geoffroi de Vinsauf y otros hasta Juan de Garlandia o Garlande. En 1175 estaba en París y en 1185 de nuevo en Tours, donde compuso una extensa paráfrasis métrica en dísticos elegíacos en tres partes del Libro de Tobías que dedicó al arzobispo Bartolomé o Barthélemi de Vendôme, su coterráneo, y al deán de San Martín de Tours, así como un Ayax y Ulises, cuyo tema es la disputa de los dos protagonistas respecto a las armas de Aquiles, usando los artificios métricos acostumbrados en su tiempo. Compuso además dos comedias humanísticas, Milo o Comoedia Milonis, casi con toda seguridad de su mano, y De glorioso milite, que muy probablemente lo es también. Habría escrito además un Epistolario donde enseña  el arte de dictar cartas en verso como recreo para escolares a los que pesan los estudios, donde ofrece modelos de distinto tipo junto con la respuesta del destinatario; sus argumentos, muy dispares, son a veces también frívolos; Synonima et Equivoca son dos poemas gramaticales sobre sinónimos y homónimos; una Salutación angélica,Piramo y Thisbe y unaSummula de schematibus et colomibus sermonum. Parece que murió en Vendôme.
Su Ars versificatoria está dividida en cuatro partes sobre el contenido, sobre la forma, sobre el ornato y sobre la ejecución del asunto. Define el verso como:
«Una oración rítmica, la cual adelanta en forma sucinta y dividida en miembros que está adornada por el primoroso ensamblaje de las palabras y lo lozano de las expresiones, sin que quepa en ello nada nimio ni ocioso»
Advierte de evitar distintos defectos en la composición poética: el estilo inconsecuente e incoherente (fluctuans et dissolutum), el pretencioso e hinchado (turgidum et inflatum), el  árido y seco (aridum et exsangue), las licencias métricas, las redundancias y otros vicios. En cuanto a la forma, no solo enuncia como mérito el esmero formal (verba polita), la dicción traslaticia (dicendi color) o el soplo interior (interior favus), sino que entra en un análisis técnico del uso de adjetivos y verbos que anticipa la estilística moderna.
Mateo de Vendôme fue un prehumanista relacionado con el Platonismo y el serio estudio de los historiadores antiguos.